# Александър Синве
Александър Синве (на френски: Alexandre Synvet или Sinvet, известен в литературата като A. Synvet) е френски географ и картограф. Остава в историографията със своята етноложка карта на Балканите, озаглавена „Les Grecs de l’Empire Ottoman. Etude Statistique et Ethnographique“ (в превод на български: „Гърците в Османската империя. Статистическо и етнографско проучване“), издадена в 1878 година в Цариград, когато Синве е преподавател по география в Отоманския лицей „Галатасарай“ в града.

## Биография
Малко се знае за живота му. В литературата се споменава най-често като A. Synvet и по-рядко като Al. Synvet. Роден е в бретанския град Финистер и учи във факултета по физика на Ренския университет, който завършва на 10 октомври 1866. След това учи в Екол нормал спесиал дьо Клюни в Бургундия и е назначен за стажант на 4 юли 1868 година, а след това и за преподавател в Отоманския лицей „Галатасарай“ в Цариград, където преподава география. По време на престоя си в Цариград Синве издава различни трудове и пише в местната преса, посещава различни части на Османската империя, особено Македония и Тракия и се интересува силно от описание на демографските групи в Османската империя. В 1872 година публикува „Traité de géographie générale de l`Empire Ottoman“, а в 1874 година издава допълнението „Description succincte de l'Arabie: Pour servir d'appendice à la géographie générale de l'Empire ottoman“.
В периода 1874 – 1875 година основава френския вестник „Юниверс“, което според издателството е един „ориенталски, политически и литературен преглед“, а статиите му са публикувани в турската версия на списанието „Джихан“. В 1877 година завършва проучването си и издава „Carte ethnographique de la Turquie d'Europe et dénombrement de la population grecque de l'Empire ottoman“ и в следващата 1878 година публикува второто издание „Les Grecs de l’Empire Ottoman. Etude Statistique et Ethnographique“, основавайки се на гръцки данни. Книгата представлява опит за поселищно преброяване на гърците в Османската империя. Според автора сведенията му са „доставени от мухтарите по искане на Патриаршията, която искала да наложи справедливо един лек данък на гръцките семейства“.
Според български източници книгата е пълна с фрапиращи неточности и с тенденциозното си третиране на данните цели да преувеличи броя на гърците в империята. Докато в първото издание броят на гърците в империята е 3 750 000, във второто той нараства на 4 324 369 души. А. Синве влиза в полемика със защитаващия българските позиции френски цариградски вестник „Курие д'Ориан“, който в отговор на книгата на Синве отпечатва в същата 1878 година „Етнография на вилаетите Адрианопол, Монастир и Салоника“.
По време на първата година от Руско-турската война Синве е обвинен в заговор с драгомана на руското посолство и е отстранен от учителския състав на лицея от новия му директор Али Суави. Когато османските власти научават за това се опитват да го върнат, като в случая се намесва дори и просветният министър Мехмед Тахир Мюниф паша, приятел на Синве, който се опитва да убеди директора на училището да възстанови Синве на работа.
Синве е пратеник на Османската империя в много географски конференции в Европа поне до 1880 година. Представител е на Високата порта на Световния конгрес на географските науки в Париж, както и представител в Цариград на Института за етнография на Франция. Той е постоянен член на Научния комитет на гръцката Национална филологическа асоциацията в Цариград, бил отговорен за прегледа на научната литература, правен на редовните срещи на силогоса и член на силогоса от 1875 г. В 1878 г. публикува изследването „Carte ethnographique de la Turquie d'Europe et dénombrement de la population grecque de l'Empire ottoman“, направено с помощта на членовете на научния комитет на Вселенската патриаршия и Образователна асоциация на гръцката диаспора в империята. След като напуска Истанбул и на 21 октомври 1881 г., става професор в лицея в Ница, който пост заема до 1884 г. като „експерт учител“ по предметите история, литература и граматика. След това е назначен в лицея в Сент Етиен, където става експерт учител по историята и география, литература и граматика. В края на 1884 г. съобщава, че иска почивка до края на учебната 1884 – 1885 година и иска дълга почивка и през следващата учебна година.

## Трудове
Списък на някои от трудовете на Синве, които са цитирани в други текстове:
- „Traité de géographie générale de l`Empire Ottoman“, Librairie internationale Lorentz et Keil, Цариград, 1872[27][28]
- „Description succincte de l'Arabie: Pour servir d'appendice à la géographie générale de l'Empire ottoman“, Цариград: L'Orient Illustré, 1874.
- „Traité de géographie générale de l'Empire Ottoman“, Цариград: Typographie centrale, 1872.
- „Carte ethnographique de la Turquie d'Europe et dénombrement de la population grecque de l'Empire“ ottoman, първо издание, Цариград: L'Orient Illustré, 1877.
- „Les Grecs de l’Empire Ottoman: Étude statistique et ethnographique“, второ издание, Цариград: L'Orient Illustré, 1878.